# Iva Janžurová
Iva Janžurová (* 19. května 1941 Žirovnice) je česká herečka.

## Život
Narodila se v rodině učitelů. V letech 1955–1959 absolvovala Pedagogické gymnázium v Českých Budějovicích, ale zájem o divadlo ji po maturitě vedl ke studiu herectví. A tak v letech 1959–1963 studovala na DAMU v ročníku vedeném Vlastou Fabianovou. Po absolvování pražské DAMU nastoupila nejprve v Divadle F. X. Šaldy v Liberci (1963/1964) a potom získala angažmá v Divadle na Vinohradech (1964–1987). Odtud v roce 1988 odešla do Národního divadla. Od roku 2012 hostuje v Divadle Kalich ve hrách Na mělčině, Sbohem, zůstávám! a Božská Sarah.
Ve filmu se poprvé objevila v 60. letech 20. století. Po několika epizodních rolích jí dal velkou příležitost režisér Karel Kachyňa, když ji v roce 1966 obsadil do svého filmu Kočár do Vídně. Ztvárnila jak v divadle, tak ve filmech, televizních inscenacích a seriálech množství rolí nejen dramatických, ale i často komediálních. Za hlavní role ve filmech Petrolejové lampy a Morgiana byla nominována na cenu za nejlepší herecký výkon na festivalu v Cannes.
V roce 1968 byla půl roku vdaná za kameramana ČT Jana Eisnera, v říjnu 1968 byl v týdeníku Zítřek publikován její článek Dívat se do ohně... (včetně fotografie manželů). Poté byl jejím celoživotním partnerem herec a režisér Stanislav Remunda, se kterým má dvě dcery: Theodoru a Sabinu Remundovou. Od 90. let s nimi také hrála v rodinném zájezdovém divadle. Své životní i profesní vzpomínky zpracovala se spisovatelem Petrem Mackem do biografické knihy Včera, dnes a zítra.

## Ocenění
- Obdržela cenu Stříbrný asteroid pro nejlepší herečku na Mezinárodním filmovém festivalu fantastických filmů v Terstu (1971) za trojroli Evelyny Kelettiové – Fany Stubové - Stuarta Hampla v komedii Pane, vy jste vdova!
- Je držitelkou dvou Českých lvů za nejlepší herecký výkon v hlavní roli ve filmech Co chytneš v žitě (1998) a Výlet (2002).
- Získala Cenu za Nejlepší herecký výkon na Mezinárodním filmovém festivalu v Soči (2000) za roli ve filmu Ene bene.
- Obdržela Cenu Alfréda Radoka 1998 za herecký výkon roku a Cenu Thálie 1998 za činohru – ženy. Tato ocenění byla za ztvárnění Winnie v Becketově hře Šťastné dny (scéna Kolowrat ND Praha).
- TýTý 2014 kategorie: Dvorana slávy – Iva Janžurová
- Obdržela Křišťálový glóbus za celoživotní přínos kinematografii na 50. festivalu v Karlových Varech
- Byla jí udělena medaile Za zásluhy  II. stupeň (2006)
- Cena Thálie za celoživotní mistrovství v oboru činohra (2021)[5]
- V roce 2008 získala na Zlín Film Festivalu ocenění Zlatý střevíček za mimořádný přínos kinematografii pro děti a mládež.[6]

## Divadelní role, výběr
- 1971 Karel Čapek: R.U.R., dvojrole: Helena Gloryová/Robotka Helena, Divadlo na Vinohradech, režie Stanislav Remunda
- 1977 George S. Kaufman, Moss Hart: Přišel na večeři, Maggie Cutlerová, Divadlo na Vinohradech, režie Stanislav Remunda
- 1978 Věra Eliášková: ...a ten měl tři dcery, Bobina, Divadlo na Vinohradech, režie Jaroslav Dudek
- 2012 Frank Houtappels: Na mělčině, Ingrid, Divadlo Kalich, režie Jakub Nvota
- 2013 Isabelle Mergault: Sbohem, zůstávám!, Barbra, Divadlo Kalich, režie Antonín Procházka
- 2014 Alexandr Nikolajevič Ostrovskij: Les, Gurmyžská, Národní divadlo, režie Michal Dočekal
- 2015 Peter Morgan: Audience u královny, Alžběta II., Národní divadlo, režie Alice Nellis
- 2015 John Murrell: Božská Sarah, Sarah Bernhardtová, Divadlo Kalich, režie Alice Nellis

## Filmografie

### Film
- 1966 Kočár do Vídně – role: Krista
- 1967 Pension pro svobodné pány (Anděla)
- 1967 Svatba jako řemen (Hanička)
- 1968 Nejlepší ženská mého života (servírka Blanka)
- 1969 Světáci (Zuzana)
- 1969 Zabil jsem Einsteina, pánové… (Betsy)
- 1970 Čtyři vraždy stačí, drahoušku! (Kate Draxlová)
- 1970 Ďábelské líbánky (Ester)
- 1970 Fantom operety (herečka Valdemara Krapsatá)
- 1970 Pane, vy jste vdova! (dvojrole – herečka Kelettiová a Stubová po operaci)
- 1971 Petrolejové lampy – role: Štěpa
- 1971 Slaměný klobouk – role: Helenka
- 1972 Morgiana – dvojrole: sestry Klára a Viktorie
- 1972 Homolka a tobolka (paní Burdová)
- 1974 Drahé tety a já (Hermínka)
- 1975 Cirkus v cirkuse (doc. Whistlerová)
- 1975 Páni kluci (teta Apolena)
- 1976 Marečku, podejte mi pero! (Týfová)
- 1977 Což takhle dát si špenát (Lišková)
- 1977 Zítra to roztočíme, drahoušku…! (Bartáčková)
- 1977 Jak se točí Rozmarýny (režisérka Bonžůrka)
- 1978 „Já to tedy beru, šéfe...!“ (Renáta Pitrasová)
- 1980 Ja milujem ty miluješ (nešťastne zamilovaná Viera)
- 1980 Co je doma, to se počítá, pánové... (Bartáčková)
- 1980 Ten svetr si nesvlíkej (Nováková)
- 1980 Strach má velké oči (ježibaba Maggi)
- 1994 Roza, strážné strašidlo (Roza)
- 1998 Co chytneš v žitě (nevěsta)
- 1999 Kašpárkovy rolničky (Honzova máma)
- 2000 Ene bene (Helena Zachová)
- 2001 Mach, Šebestová a kouzelné sluchátko (dvojrole, Průchová a savojská královna Žofie II.)
- 2002 Výlet (matka)
- 2002 Na psí knížku (Jarmila Kukačová)
- 2003 Čert ví proč (paní Apolena)
- 2007 Chyťte doktora
- 2008 Setkání v Praze, s vraždou (Lomnická)
- 2008 Vy nám taky, šéfe! (účetní Karlička)
- 2009 Dům U Zlatého úsvitu (Hetflašová)
- 2010 Cukrárna (Bláža Kohoutová)
- 2011 Život je ples (babička Josefína)
- 2012 Nevinné lži – Byl lásky čas (Valerie)
- 2014 Všiváci (matka)
- 2016 Teorie tygra (babička)
- 2016 Decibely lásky (Magda Smutná)
- 2016 Zázračný nos
- 2017 Ohnivý kuře (Slávka Hrubešová)
- 2019 Teroristka (učitelka v důchodu)
- 2020 Chlap na střídačku (Anežka)
- 2020 Polda[7]
- 2021 Jedině Tereza (sousedka Hanušová)
- 2021 Jak si nevzít princeznu
- 2022 Tři Tygři ve filmu: JACKPOT
- 2022 Velká premiéra (babička)
- 2023 Černé vdovy 2 (Madam Skleník)

### Televize
- 1966 Eliška a její rod (TV seriál) - role: kuchařka a servírka Monika
- 1967 Píseň pro Rudolfa III. (hudební seriál 1967-1969) - role: Šárka Vandasová
- 1968 Pražský Sherlock Holmes (komedie) - role: ztracená služka
- 1968 Sňatky z rozumu (seriál) – role: Bětuše Váchová
- 1969 Hrozné děti (hudební film) - role: žena v Jeepu
- 1970 Svatební noc (inscenace povídky) - role: prostitutka Lucie Šebesťáková
- 1971 Silvestrovské kousky Františka Housky (komedie) - role: Božena
- 1977 Nemocnice na kraji města (sestra Marta Huňková-Pěnkavová)
- 1978 Lázně (TV cyklus Bakaláři) – role: Blaženka Trunčíková
- 1980 Arabela (TV seriál) – role: Miriam Milerová-Blekotová
- 1980 Veronika, prostě Nika (TV film) - role: maminka Jandová
- 1981 Cesta do Rokycan (TV komedie) – role: maminka Marie Krausová
- 1983 Létající Čestmír (TV seriál) – role: kadeřnice Blechová
- 1986 O princezně, která ráčkovala (TV pohádka) – role: královna
- 1988 Cirkus Humberto (TV seriál) – role: paní Kostečková
- 1993 Arabela se vrací aneb Rumburak králem Říše pohádek (Miriam Blekotová)
- 2003 Nemocnice na kraji města po dvaceti letech (vrchní sestra Marta Pěnkavová)

### Rozhlasové role (výběr)
- 1982 Nikolaj Vasiljevič Gogol: Ženitba - role: Agáta, překlad: Leoš Suchařípa, režie: Jan Lorman
- 1988 Giles Cooper: Celou cestu domů (All the Way Home), překlad: Gabriela Nová, režie: Josef Červinka
- 2024 Donald L. Coburn: Gin Game; režie:Dimitrij Dudík; rozhlasová úprava: Klára Novotná; účinkují: František Němec (Martin Weller) a Iva Janžurová (Fonsie Dorseyová).[8]